# Абашево (Чебоксарський район)
Аба́шево (рос. Абашево, чув. Апаш) — село у складі Чебоксарського району Чувашії, Росія. Адміністративний центр Абашевського сільського поселення.

## Географія
Село розташоване на лівобережжі ріки Рикша. Знаходиться на висоті 124 м над рівнем моря.

## Історія
Поряд із селом були відкриті та досліджені кургани Абашевської культури.
У 1846–1930 роках в селі діяв храм Божої Матері Казанської, Святого Миколая Чудотворця. У 1872 році була відкрита земська однокласна школа, в 1884 році — церковна школа. На початку XX століття функціонував водяний млин.
У 19 столітті село було в складі Кувшинської волості, в 1862–1927 роках — Тогашевської волості Чебоксарського повіту. З 1927 року — в Чебоксарському районі.

## Населення
Населення — 838 осіб (2010; 769 у 2002).
Національний склад:
- чуваші — 94 %

## Господарство
У селі є школа, дитячий садок, фельдшерсько-акушерський пункт, бібліотека, будинок культури, музей.